# Teplá Vltava
La Teplá Vltava ("Vltava chaude" en Tchèque) est une rivière de Tchéquie d'une longueur de 56 km qui est un affluent de la Vltava. Elle est donc un sous-affluent du fleuve l'Elbe.